# Publio Elio Adriano Afro
Publio Elio Adriano Afro (latino: Publius Aelius Hadrianus Afer; fl. 75-85/86) è stato un senatore romano, padre dell'imperatore romano Adriano.
Afro era di discendenza romana, ma proveniva dalla Spagna. Sua madre era la matrona romana Ulpia Traiana, sorella di Marco Ulpio Traiano e dunque zia dell'imperatore Traiano e di sua sorella Ulpia Marciana, che erano quindi i suoi cugini. Il padre di Afro era il senatore romano Publio Elio Adriano Marullino, originario di Picenum, una colonia romana dell'epoca di Lucio Cornelio Silla; i suoi antenati avevano lasciato l'Italia per stabilirsi a Italica, nei pressi della moderna Siviglia, in Spagna. Il nonno di Afro, Marullino, fu il primo della famiglia a ottenere il rango senatoriale.
Servì in Mauretania e per il suo valore ricevette l'agnomen Afer, cioè "Africano"; dalla moglie Domizia Paulina, una donna romana di rango senatoriale proveniente da Gades (Cadice, Spagna), ebbe diversi figli, tra cui Elia Domizia Paulina e Publio Elio Adriano. Afro e la moglie morirono nell'85/86, e Adriano venne messo sotto la tutela del cugino Traiano e del funzionario Publio Acilio Attiano.